# 湊川短期大学
湊川短期大学（みなとがわたんきだいがく、英語: Minatogawa College）は、兵庫県三田市にある日本の私立短期大学。1952年に開学。

## 概観

### 大学全体
- 兵庫県三田市に所在する日本の私立短期大学で設置主体は学校法人湊川相野学園[1]。
- 1952年に湊川家政短期大学として開学。現在は、2学科からなっている。また、学位授与機構認定による専攻科健康教育専攻も設置(修業年限2年)され、養護教諭一種免許状を取得することができる。さらに専攻科生活福祉専攻（修業年限1年）を設置し、保育士資格取得後1年間で介護福祉士国家試験受験資格を得ることができる。
- 学内に、三田市地域子育て支援センターが設置されている。

### 建学の精神（校訓・理念・学是）
- 湊川短期大学における建学の精神
  - 「校祖 幸田たま女史の何事にもくじけぬ不屈の精神と、誠をもって貫き通す強い意志の力とを基本とする。平和を尊び、高い徳性と、健全な身体を備え、新時代に即応できる知性や技術を身につけた、有為な社会人を育成する」こと。

### 教育および研究
- 湊川短期大学における教育
  - 幼児教育保育学科：附属幼稚園での教育実習、附属保育園での保育実習も取り入れられている。
  - 人間生活学科では、養護教諭や医療事務職，一般事務，食育インストラクターを育成する課程がある。

### 学風および特色
- 湊川短期大学は2006年度・2013年度、財団法人短期大学基準協会における第三者評価の結果、「適格」認定を受けている。
- チューター制による少人数教育がなされている。
- 自然豊かな環境で落ち着いて学修することができる。ただし、JR相野駅まで徒歩3分と便利は良い。
- 附属園が7園と充実（幼稚園5園、保育園2園）。
- 寮費無料（公共交通機関で2時間以上の遠方学生のみ）。冷暖房・Wi-Fi完備。
- 兵庫県下の短期大学で養護教諭免許を取得できる唯一の存在。
- 人間生活学科の3つのコース（養護教諭コース・医療秘書事務コンピュータコース・食育健康コース）は、複数のコースに所属することが可能であり（全コースに所属することもできる）、その場合25以上の免許・資格を取得することができる。
- イメージキャラクターとして，“みな”と“とっち”が設定されており，学内外で愛されている。

## 沿革
- 1919年
  - 幸田玉により裁縫塾が創設される。
- 1928年
  - 湊川高等女子職業学校に改組[2]。
- 1942年
  - 湊川高等女学校に改組[3]。
- 1952年
  - 3月5日 左記を以て文部省[注 3]より短期大学の設置が認可される[注 4]。
  - 4月1日 湊川家政短期大学（みなとがわかせいたんきだいがく）としてが以下の学科体制にて開学[6]。
    - 家政科 入学定員50名
- 1954年
  - 5月1日 学生数[7]/定員
    - 家政科 49[注釈 1]/100
- 1958年
  - 10月1日 湊川女子短期大学（みなとがわじょしたんきだいがく）に改称[注 5]
- 1965年
  - 4月1日 以下の学科を増設する[10]。
    - 保育科 入学定員50名[注 6]

  - 5月1日 学生数[12]/定員
    - 家政科 81[注釈 1]/100
    - 保育科 39[注釈 1]/50
- 1966年
  - 5月1日 学生数[13]/定員
    - 家政科 153[注釈 1]/100
    - 保育科 111[注釈 1]/100
- 1969年
  - 4月1日 保育科を幼児教育科に改称[注 7]。
- 1971年
  - 4月1日 この年度の入学生より、幼児教育科を以下の通り改組される[注 8]。
    - 児童教育学科
      - 初等教育専攻[注釈 2]
      - 幼児教育専攻[注釈 2]

  - 5月1日 学生数[18]/定員
    - 家政科 100[注釈 1]/100
    - 児童教育学科 135[注釈 1]/150[注 9]
- 1972年
  - 5月1日 学生数[19]/定員
    - 家政学科 96[注釈 1]/100
    - 児童教育学科
      - 初等教育専攻 48[注釈 1]/100
      - 幼児教育専攻 102[注釈 1]/100
- 1985年
  - 4月1日 以下、各学科の増員あり[注 10]。
    - 家政学科 50→100
    - 児童教育学科幼児教育専攻 50→100

  - 5月1日 学生数[25]/定員
    - 家政学科 304[注釈 1]/150
    - 児童教育学科 237[注釈 1]/250
- 1986年
  - 4月1日 以下の通り入学定員増あり[注 11]。
    - 家政学科 100→150

  - 5月1日 学生数[31]/定員
    - 家政学科 413[注釈 1]/250
    - 児童教育学科 363[注釈 1]/300
- 1987年
  - 4月1日 家政学科を以下の通り専攻分離する[注 12]。
    - 生活科学専攻 入学定員110名[注釈 3]
    - 食物栄養専攻 入学定員40名[注釈 3]

  - 5月1日 学生数[37]/定員
    - 家政学科 413[注釈 1]/300
    - 児童教育学科 363[注釈 1]/300
- 1992年
  - 5月1日 学生数[注 13]/定員
    - 家政学科 504[注釈 1]/300
    - 児童教育学科 503[注釈 1]/300
- 1999年
  - 4月1日 以下の学科については、この年度で学生募集を最終とする[注 14]。
    - 児童教育学科初等教育専攻[注 15]

  - 5月1日 学生数[43]/定員
    - 家政学科 112[注釈 1]/300
    - 児童教育学科 222[注釈 1]/300
- 2000年
  - 4月1日
    - 以下については、この年度で学生募集を最終とする[注 16]。
    - 家政学科
      - 生活科学専攻[注釈 4]
      - 食物栄養専攻[注釈 4]

    - 家政学科に以下の専攻課程を増設する[注 17]。
      - 生活福祉専攻[注 18]
- 2001年
  - 4月1日 以下、学科名の改称あり[注 19]。
    - 家政学科→人間生活学科
    - 児童教育学科→幼児教育学科
- 2003年
  - 4月1日 湊川短期大学と改称し、共学となる[注 20]。
- 2004年
  - 4月1日
    - 以下変更あり[注 21]。
      - 人間生活学科人間健康専攻 60→40
      - 幼児教育学科→幼児教育保育学科 入学定員を100→120に増員

    - 専攻科の設置が認められ、以下の課程を設ける[注 22]。
    - 幼児教育専攻 入学定員20名
- 2007年
  - 4月1日 専攻科に以下の課程を増設する[注 23]。
    - 健康教育専攻 入学定員10名
- 2009年
  - 4月1日 幼児教育保育学科の入学定員を120→100に減員[注 24]。
- 2013年
  - 三田市地域子育て支援センターを学内に移設。
- 2015年
  - 4月1日 専攻科幼児教育専攻の入学定員を20→10に減員[注 25]。
- 2016年
  - キャリア教育センター、地域連携センター、学生相談センター開設。
- 2018年
  - 4月1日 以下については、この年度で学生募集を最終とする[注 26]。
    - 人間生活学科生活福祉専攻
    - 専攻科幼児教育専攻[注 27]
- 2019年
  - 4月1日 人間生活学科人間健康専攻の入学定員を40→50に増員[注 28]。
- 2020年
  - 4月1日 専攻科に以下の課程を増設する[注 29]。
    - 生活福祉専攻 入学定員10名
- 2022年
  - 4月1日 人間生活学科人間健康専攻の入学定員を50→40に減員[68]。

## 基礎データ

### 所在地
- 兵庫県三田市四ツ辻1430[注 30]

### 交通アクセス
- JR福知山線相野駅で下車するのが最も便利。下車して直ぐの場所にある。

### 象徴
- ホームページほか右記資料も参照のこと[注 31]

## 教育および研究

### 組織

#### 学科
- 人間生活学科 入学定員40名[1]
  - 養護教諭コース
  - 医療秘書事務コンピュータコース
  - 食育健康コース
- 幼児教育保育学科 入学定員100名[1]

##### 学科の変遷
- 家政学科→人間生活学科
  - 生活科学専攻 入学定員70名[注釈 5]
  - 食物栄養専攻 入学定員40名[注釈 5]
  - 生活福祉専攻 入学定員40名
- 児童教育学科
  - 初等教育専攻 入学定員50名[注 32]
  - 幼児教育専攻→幼児教育保育学科

#### 専攻科
- 健康教育専攻 入学定員10名[1]
  - 大学評価・学位授与機構に認定[72]。
- 生活福祉専攻 入学定員10名[1]
- 幼児教育専攻 入学定員10名[注 33]

#### 別科
- なし

##### 取得資格について
資格
- 介護福祉士資格：専攻科生活福祉専攻にて取得できる。
- 保育士資格：幼児教育保育学科にて取得できる。
- カウンセリング実務士資格：専攻科健康教育専攻に設置されている。
- 医療管理秘書士資格：人間生活学科にて取得できる。
- 病歴記録管理士資格：人間生活学科にて取得できる。
- 医療事務士 資格：人間生活学科にて取得できる。
- 診療事務士 1級・2級・3級資格：人間生活学科にて取得できる。
- 上級秘書士(メディカル秘書) 資格：人間生活学科にて取得できる。
- 介護保険事務士 資格：人間生活学科にて取得できる。
- レセプトコンピューター講座修了証書 ：人間生活学科にて取得できる。
- 情報処理士資格：人間生活学科にて取得できる。
- 食育インストラクター：人間生活学科にて取得できる。
- マイクロソフトオフィススペシャリスト Word2013・Excel2013・Powerpoint2013：人間生活学科・幼児教育保育学科にて取得できる。
- 介護保険事務士資格：人間生活学科にて取得できる。
- ピアヘルパー資格：人間生活学科・幼児教育保育学科にて取得できる。
- 社会福祉主事任用資格：人間生活学科・幼児教育保育学科にて取得できる。
- 認定ベビーシッター：幼児教育保育学科らて取得できる。
- 幼稚園・保育園のためのリトミック指導資格2級：幼児教育保育学科にて取得できる。

教職課程
- 幼稚園教諭二種免許状：幼児教育保育学科に設置されている[注 34] 。
- 養護教諭二種免許状：人間生活学科に設置されている。なお、専攻科では所定の単位を満たせば一種免許状を取得することもできる。
- 養護教諭一種免許状：専攻科健康教育専攻に設置されている。
- かつては中学校教諭二種免許状が設置されていた[注 35]
  - 家庭：かつての家政学科生活科学専攻において設置されていた[注 36]。
  - 保健：かつての家政学科生活科学専攻養護コースにおいて設置されていた。

#### 附属機関
- 湊川短期大学附属キッズポート保育園
- 湊川短期大学附属ぽるとこども園

### 研究
- 『湊川女子短期大学紀要』[79]
- 『湊川女子短期大学幼児教育研究室紀要』[80]
- 『湊川短期大学紀要』[81]

## 学生生活

### 部活動・クラブ活動・サークル活動
- 湊川短期大学のクラブ活動
  - 体育系：バレーボール・バスケットボール・バドミントン・スキー・ソフトボールほか
  - 文化系：茶道・軽音楽ほか。とりわけ、茶道部は本短大の名門となっている。「軽音楽」は男子学生により創られた。

### 大学祭
- 湊川短期大学の学園祭は毎年、11月に行われている。

### スポーツ
- 柔道部が、全国大会に出場するといった実績がある。近畿大会では８連覇をおさめた。

## 大学関係者と組織

### 大学関係者
- 末本誠 - 特任教授、前学長、神戸大学名誉教授

### 主な卒業生
- 浅田ゆかり - 女子柔道家
- 鈴木香苗 - 女子柔道家
- 赤瀬美保 - リポーター

## 施設

### キャンパス
- 学生会館：学生食堂がある。
- 記念体育館
- 短大体育館
- 短大グラウンド
- 図書館
- 本館：法人・短大事務局、キャリア教育センター、地域連携センター、教員研究室、ラーニング・コモンズ、講義室、リズムスタジオ、模擬保健室・保育室、ＯＡ教室など
- 1号館：教員研究室、講義室，ピアノレッスン室、ＥＭＬ教室など
- 2号館：講義室、三田市地域子育て支援センター
- 3号館：教員研究室、理化学実験室、調理実習室、看護学実習室、図工室、学生ロッカー室など
- 5号館：教員研究室、講義室、入浴実習室、介護実習室、学友会室など

### 寮
- 湊川短期大学には女子学生を対象とした学生寮が学内に3棟あり、冷暖房・Wi-Fi完備でとても人気がある。寮費は無料となっている。

## 対外関係

### 系列校
- 三田松聖高等学校

## 社会との関わり
- 公開講座としての｢三田市民大学｣等を催している。
- 教育免許更新講習や保育士キャリアアップ研修を実施している。

## 卒業後の進路について

### 編入学・進学実績
- 家政学科&人間生活学科
  - 生活科学専攻：摂南大学・甲南女子大学・園田学園女子大学・四国大学ほか
  - 人間健康専攻（旧来の生活科学専攻養護教諭コース含む）：兵庫教育大学大学院・茨城大学・関西福祉科学大学・くらしき作陽大学ほか
  - 食物栄養専攻：甲子園大学ほか
  - 生活福祉専攻：関西福祉科学大学
- 児童教育学科
  - 初等教育専攻：神戸親和大学ほか
  - 幼児教育専攻&幼児教育保育学科：大阪教育大学・東北福祉大学・梅花女子大学・大手前大学ほか
- 専攻科
  - 健康教育専攻：兵庫教育大学大学院

## 附属学校
- 認定こども園湊川短期大学附属西舞子幼稚園
- 認定こども園湊川短期大学附属神陵台幼稚園
- 認定こども園湊川短期大学附属北摂第一幼稚園
- 認定こども園湊川短期大学附属北摂中央幼稚園
- 認定こども園湊川短期大学附属北摂学園幼稚園